# Robin Hranáč
Robin Hranáč (Pilsen, 29 de enero de 2000) es un futbolista checo que juega en la demarcación de defensa para el TSG 1899 Hoffenheim de la 1. Bundesliga.

## Selección nacional
Tras jugar con las categorías inferiores de la selección, finalmente el 26 de marzo de 2024 hizo su debut con la selección de República Checa en un partido amistoso contra Armenia que finalizó con un resultado de 2-1 a favor del combinado checo tras los goles de Edgar Sevikyan para Armenia, y de Ladislav Krejčí y Tomáš Chorý para el combinado checo.

### Participaciones en Eurocopas
| Copa          | Sede     | Resultado    | Partidos | Goles |
| ------------- | -------- | ------------ | -------- | ----- |
| Eurocopa 2024 | Alemania | Primera fase | 3        | 0     |

## Clubes
| Club                                  | País            | Año       | Partidos | Goles |
| ------------------------------------- | --------------- | --------- | -------- | ----- |
| FC Viktoria Plzeň II                  | República Checa | 2018-2021 | 16       | 2     |
| FC Viktoria Plzeň                     | República Checa | 2021      | 2        | 0     |
| MFK Tatran Liptovský Mikuláš (cedido) | Eslovaquia      | 2021      | 18       | 1     |
| FK Pardubice                          | República Checa | 2022-2023 | 42       | 2     |
| FC Viktoria Plzeň                     | República Checa | 2023-2024 | 60       | 3     |
| TSG 1899 Hoffenheim                   | Alemania        | 2024-     | 5        | 0     |